# Palau de Mar
Palau de Mar, dříve  Magatzems Generals de Comerç, je rozlehlý objekt na nábřeží ve čtvrti Barceloneta v Barceloně. Je jedinou zachovalou budovou starého přístavu. Dnes je domovem Muzea dějin Katalánska, Centra pro soudobé dějiny Katalánska a odboru sociálních věcí a rodiny vlády Katalánska.

## Historie

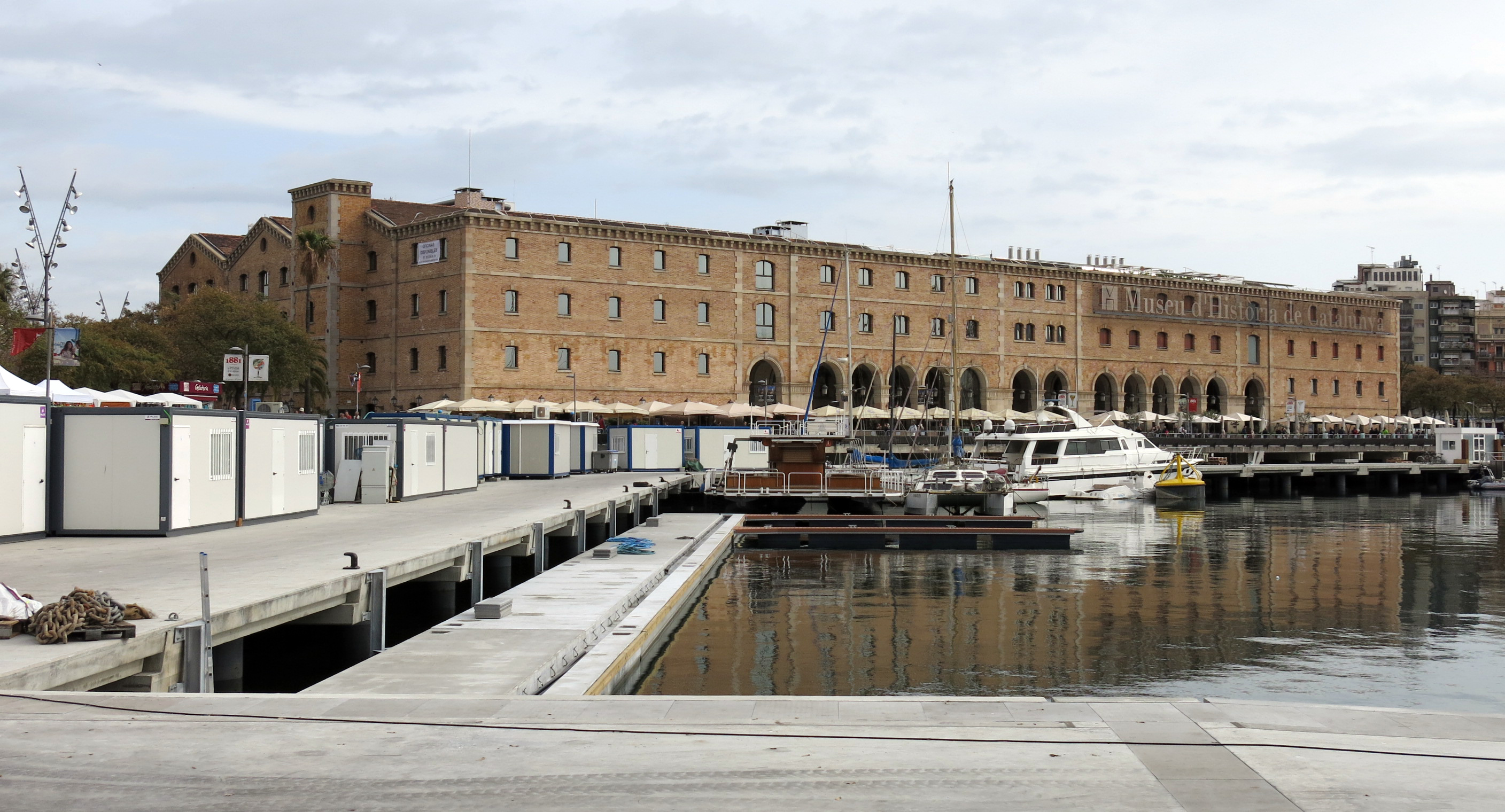
Palau de Mar

Areál zděných budov byl postaven v letech 1881 až 1900 podle plánů Mauriciho Garrana jako skladové prostory pro zboží, které lodě přivážely do přístavu. Paradoxně byl jako sklad využíván minimálně, kvůli špatné poloze a technickým obtížím. Později sloužil jako kasárna karabiniérů.
Stavba byla zrekonstruována v roce 1992 architekty Josepem Beneditem a Agustínem Mateem.
Byl prohlášen španělskou kulturní památkou lokálního významu.